# Twista
Carl Terrell Mitchell (født d. 27. november 1973) bedre kendt som Twista og tidligere Tung Twista, er en amerikansk rapper. I 1992 ifølge Guinness World Records var han den hurtigste Mc i verden han kunne sige 11.2 ord i sekundet. I 2004 udgav han albummet Kamikaze hans største succes album, singlen "Slow Jamz" røg ind som nr 1 på den Amerikanske Billboard 200.

## Diskografi

### Solo albummer
- 1992: Runnin' Off at da Mouth
- 1994: Resurrection
- 1997: Adrenaline Rush
- 1999: Legit Ballin'
- 2004: Kamikaze
- 2005: The Day After
- 2007: Adrenaline Rush 2007
- 2009: Category F5

### Album med Speedknot Mobstaz
- 1998: Mobstability
- 2008: Mobstability II: Nation Business